# Secusio mania
Secusio mania là một loài bướm đêm thuộc phân họ Arctiinae, họ Erebidae.